# Igreja de São Francisco de Paula (Goiás)
A Igreja de São Francisco de Paula é um templo católico histórico e um importante marco religioso e cultural na cidade de Goiás, no estado de Goiás. Construída entre 1761 e 1764, a igreja integra o conjunto de capelas da Paróquia Catedral de Sant'Ana, na Diocese de Goiás. Localiza-se na Praça Zacheu Alves de Castro, no centro histórico da cidade, que foi reconhecido como Patrimônio Cultural da Humanidade pela UNESCO em 2001. A igreja é um exemplo notável da arquitetura barroca colonial e continua a ser um centro de devoção e atividade religiosa até os dias de hoje.

### História
A construção da Igreja de São Francisco de Paula foi inspirada pela crescente devoção ao santo de mesmo nome, cuja popularidade entre os fiéis da época impulsionou sua edificação. A obra está associada à Venerável Irmandade do Senhor Bom Jesus dos Passos de Goiás, uma confraria religiosa fundada em 1745, que desempenha um papel importante na organização de festividades e atividades sociais. Desde 1863, a igreja tem sido a sede canônica desta irmandade, consolidando sua centralidade na vida religiosa local.

### Arquitetura

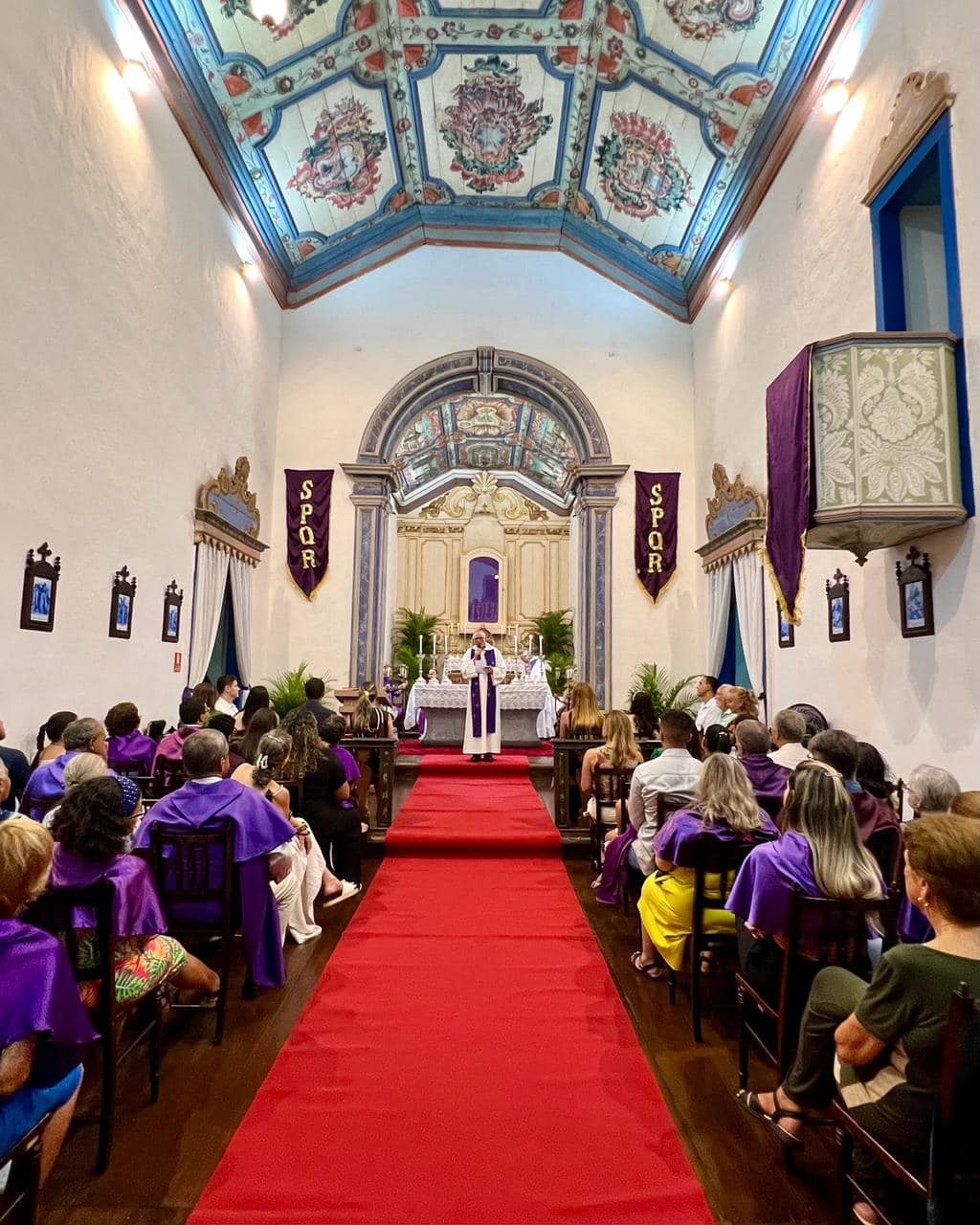
Santa Missa tradicional de sexta-feira de quaresma na sede da Irmandade a Igreja São Francisco de Paula em 2024.

A arquitetura da Igreja de São Francisco de Paula reflete o estilo barroco colonial típico do estado de Goiás. Sua fachada imponente, com elementos ornamentais como um frontão liso e janelas com molduras curvas, transmite a grandiosidade e a simplicidade característica das igrejas da época. O interior da igreja é igualmente impressionante, destacando-se pelo altar-mor adornado com talhas douradas e uma rica coleção de imagens sacras.
Em 1869, o forro da igreja foi decorado com pinturas elaboradas sob a orientação da Irmandade do Senhor Bom Jesus dos Passos, executadas pelo artista local André Antônio da Conceição. As pinturas retratam cenas da vida de São Francisco de Paula, acrescentando ainda mais valor ao patrimônio artístico do templo. Uma das obras de maior destaque é a escultura de São Francisco de Paula, esculpida por Veiga Valle, que ocupa um lugar de honra no interior da igreja.

### Importância Cultural e Religiosa
Além de sua importância como espaço de culto, a Igreja de São Francisco de Paula desempenha um papel fundamental na vida cultural de Goiás. Ela é palco de diversas festividades religiosas, entre elas a tradicional Festa de São Francisco, que atrai tanto os devotos quanto os turistas. A Semana Santa, celebrada com grande fervor pela comunidade local, também é realizada anualmente no templo, com destaque para as atividades promovidas pela Irmandade do Senhor Bom Jesus dos Passos. Essas celebrações não apenas mantêm vivas as tradições religiosas, mas também atraem visitantes que buscam conhecer a história e a cultura da cidade.
Em 1950, a igreja foi tombada pelo Instituto do Patrimônio Histórico e Artístico Nacional (IPHAN), um reconhecimento que destaca sua relevância como patrimônio cultural e histórico. O tombamento garante a proteção da edificação e assegura que suas características arquitetônicas e artísticas sejam preservadas para as futuras gerações.

### Preservação e Turismo
A Igreja de São Francisco de Paula é um importante ponto turístico em Goiás, atraindo visitantes de diferentes partes do Brasil e do mundo. A edificação, além de sua importância religiosa, oferece uma imersão na história e na arte colonial, com sua arquitetura barroca e suas peças artísticas de valor incalculável. O Centro Histórico de Goiás, que abriga outras construções históricas, complementa a visita à igreja, oferecendo um cenário único para os turistas interessados em conhecer a cultura local.
Além disso, a cidade de Goiás, com seu vasto patrimônio, foi reconhecida como Patrimônio Cultural da Humanidade pela UNESCO em 2001. Este título reforça a importância da cidade e de seus monumentos na preservação da memória histórica e cultural do Brasil.

### Conclusão
A Igreja de São Francisco de Paula é um símbolo vital da história religiosa e cultural da cidade de Goiás. Sua arquitetura barroca, associada ao papel fundamental que desempenha nas celebrações religiosas da comunidade, a tornam um patrimônio valioso, digno de preservação e estudo. A igreja continua sendo um local de culto, mas também um centro de atração para aqueles que buscam entender as raízes culturais e espirituais da região.